# سرخس گیسو
سرخس گیسو (نام علمی: Adiantum diaphanum) نام یک گونه از سرده پرسیاوش است.